# Dharmakája
Dharmakája je v mahajánovém buddhismu termín, označující jakousi „dimenzi podstaty existence”, „zářivou prázdnotu prostoru prvotního stavu”, „nekonečnou energii bez formy”, absolutno.
Mahájánový buddhismus nechápe absolutno jako nic, ale jako cosi určitého a proto mluví o třech tělech trikája. Tělo vyzáření (v sanskrtu nirmánakája, tibetsky tulku), tělo blaženosti (v sanskrtu sambhógakája, tibetsky longku) a tělo pravdy (v sanskrtu dharmakája, tibetsky čöku). Tělo dharmakája je považováno za nejvyšší čisté transcendentální bytí buddhy, stav pravdy samé o sobě.

## Stav vědomí zvaný dharmakája
V lidském smyslu je dharmakája stavem prvního stupně rozlišení absolutna.
Tento stav lze definovat jako vědomí zcela oproštěné od všech určitých, definovaných, časově omezených stavů a tvarů skutečného i pomyslného vesmíru. Světlo bdělého vědomí, které není opřeno o smyslové vjemy, tedy stav bdění o sobě. Vědomí se nachází jen ve stavu kvality absolutna, což se rovná stavu spásy, stavu dokonalého osvícení.
Z mystického hlediska jde o stav ztotožnění bytostného vědomí s vědomím kosmickým, jinými slovy stav sjednocení nebo dokonce splynutí s Bohem.

## Dharmakája v tibetské knize mrtvých
Podle tibetské knihy mrtvých se dharmakája promítá pasivnímu intelektu umírajících lidí jako otevírající se nebesa, nebo jako nepohnutelnost v jasu bílého světla. Pravděpodobně jde o světlo na konci tunelu, popisované některými lidmi při líčení prožitku blízkosti smrti. V tibetské knize mrtvých se dále píše, že pokud člověk čtením pochopí, nebo pomocí meditací pozná ještě za života nejvyšší prázdno, povahově shodné se stavem dharmakája, má předpoklad k tomu, že během smrti dharmakáju rozpozná jako bílé světlo, zachytí se a přilne k němu. Pak se nedotknou ostatní procesy smrti jeho vědomí a bude v tu chvíli osvobozen.